# Kidian Diallo
Kidian Diallo est un footballeur international malien, né vers 1944 à Niéna.

## Carrière

### Carrière en club
À partir de 1963, il joue au Djoliba AC et remporte la coupe nationale en 1965.
En 1966, il s'engage à l'AS Real Bamako. En 1966, avec l'AS Real Bamako, il atteint la finale de la Coupe d'Afrique des clubs champions.
Il perd trois finales, avec l'AS Real Bamako, et en équipe nationale, en moins de cinq ans.

### Carrière en sélection nationale
Il est sélectionné  dans l'Équipe du Mali de football et est capitaine de 1965 en 1973. 
Il participe aux Jeux africains de Brazzaville, le Mali se classe 2e derrière le Congo Brazzaville (vainqueur grâce au nombre de corners). 
Il participe à la Coupe d'Afrique des nations en 1972 à Yaoundé, et accède à la finale qui voit le Congo-Brazzaville l'emporter sur le Mali (3 buts à 2). Le Mali avait battu en demi-finale le Zaïre par 5 buts à 3.

### Carrière d'entraîneur
Il décroche un diplôme d’entraîneur de 3e degré à l’Institut national des sports de Vincennes (France).
En 1985, il est choisi pour un stage d’entraîneur en Allemagne.
Il offre au Mali son premier trophée, la coupe sous-régionale Amilcar Cabral en 1989.

### Carrière de dirigeant
Il occupe des postes de responsabilités au sein de l’administration malienne, notamment comme conseiller technique puis chef de cabinet au ministère de la Jeunesse et des Sports, comme membre du comité directeur du Djoliba, responsable du centre de formation et membre du staff de la DTN de Malifoot. 

## Palmarès

### Palmarès en club
- Djoliba AC
  - Vainqueur de la Coupe du Mali en 1965

- AS Real Bamako
  - Vainqueur de la Coupe du Mali en 1966, 1967
  - Finaliste de la Ligue des champions de la CAF  en 1966

### Palmarès en sélection
- Finaliste des Jeux africains en 1965
- Finaliste de la Coupe d'Afrique des nations en 1972
- Vainqueur de la Coupe Amílcar Cabral en 1989 (comme sélectionneur)